# Równomierna przestrzeń barw
Równomierna przestrzeń barw to taka przestrzeń barw, w której obszary różnicy percepcyjnej barw mają postać kul o jednakowym promieniu w obrębie całej przestrzeni barw. 
Dla wyjaśnienia powyższej definicji należy wprowadzić pojęcie barwy obiektywnej i barwy subiektywnej. Barwę obiektywną określa się jako punkt w danej przestrzeni barw opisany liczbowo przez określenie jego współrzędnych. Zatem dwa różne punkty w przestrzeni barw mają dwie różne współrzędne, a zatem są to dwie różne barwy obiektywne. Barwa subiektywna jest wrażeniem barwy, które powstaje w mózgu człowieka. Dwie barwy obiektywne stosunkowo mało odległe od siebie w przestrzeni barw mogą wywołać wrażenie tej samej barwy. Zatem dwie barwy obiektywne mogą być tą samą barwą subiektywną. 
Człowiek posiada określoną różnicę percepcyjną barw, czyli zdolność rozróżniania barw. Różnica percepcyjna zmienia się z wiekiem danego człowieka, jego kontaktami z barwą (czasem związanymi z wykonywanym zawodem, np. artysta-malarz), jego nastrojem. Wiąże się też z indywidualnymi cechami danego człowieka. W równomiernej przestrzeni barw bierze się pod uwagę teoretycznego, wystandaryzowanego obserwatora, określonego za pomocą empirycznych badań statystycznych. Można w tej przestrzeni określić stały promień kuli taki, że obiektywne barwy zawarte w tej kuli będą przez statystycznego obserwatora traktowane jako jedna barwa subiektywna, czyli barwy te znajdują się poniżej progu różnicy percepcyjnej barw. 
Przestrzeń barw CIELab i CIELUV pretendują do miana równomiernych przestrzeni barw jednak faktycznie są jej przybliżeniem. 